# 条件付き確率

等式 P(A∩B) = P(A|B)P(B) の決定木による図示。

条件付き確率（じょうけんつきかくりつ、英: conditional probability）は、ある事象 B が起こるという条件下での別の事象 A の確率のことをいう。条件付き確率は P(A|B) または PB(A) のように表される。条件付き確率 P(A|B) はしばしば「B が起こったときの A の（条件付き）確率」「条件 B の下での A の確率」などと表現される。なお英文においては通例、“probability of A given B” または “probability of A under the condition B” と表現される。

## 定義
A および B を事象とし、P(B) > 0 とすると、B における A の条件付き確率は
{\displaystyle \operatorname {P} (A\mid B)={\frac {\operatorname {P} (A\cap B)}{\operatorname {P} (B)}}}
あるいは
{\displaystyle \operatorname {P} (A\cap B)=\operatorname {P} (A\mid B)\operatorname {P} (B)}
により定義される。

### 測度論的定義
上記の定義では P(B) = 0 の場合 P(A|B) は未定義である。しかしながら、そのような事象に対して完全加法族の観点から条件付き確率を定義することは可能である。
例えば、X と Y は退化分布ではない連続同時分布 ƒX,Y(x,y) に従う確率変数であるとする。B が正の測度を持つ場合、以下が成立する。
{\displaystyle \operatorname {P} (X\in A\mid Y\in B)={\frac {\int _{y\in B}\int _{x\in A}f_{X,Y}(x,y)\,dx\,dy}{\int _{y\in B}\int _{x\in \mathbb {R} }f_{X,Y}(x,y)\,dx\,dy}}}
しかし B の測度が 0 の場合が問題である。B = {y0} の場合、単一点を表現しているが、条件付き確率は以下になる。
{\displaystyle \operatorname {P} (X\in A\mid Y=y_{0})={\frac {\int _{x\in A}f_{X,Y}(x,y_{0})\,dx}{\int _{x\in \mathbb {R} }f_{X,Y}(x,y_{0})\,dx}},}
この方法はボレル-コルモゴロフのパラドックスが生じる。測度が 0 の場合のより一般的なケースでは更に問題である。下記のように極限を表記し、全ての δyi が 0 に近づく場合、どのように 0 に近づくかに依存する。
{\displaystyle \operatorname {P} (X\in A\mid Y\in \bigcup _{i}[y_{i},y_{i}+\delta y_{i}])\approxeq {\frac {\sum _{i}\int _{x\in A}f_{X,Y}(x,y_{i})\,dx\,\delta y_{i}}{\sum _{i}\int _{x\in \mathbb {R} }f_{X,Y}(x,y_{i})\,dx\,\delta y_{i}}}}

## 独立性
2つのランダムな事象 A と B は
{\displaystyle \operatorname {P} (A\cap B)=\operatorname {P} (A)\operatorname {P} (B)}
のとき、またそのときに限り独立である。あるいは独立な事象 A と B については
{\displaystyle \operatorname {P} (A\mid B)=\operatorname {P} (A)}
かつ
{\displaystyle \operatorname {P} (B\mid A)=\operatorname {P} (B)}
である。言い換えれば、A と B が独立ならば、条件 B の下での A の条件付き確率は A の周辺分布に等しく、また同様に条件 A の下での B の条件付き確率は B の周辺確率に等しい。

## 排反性
2つの事象 A, B の積事象 A ⋂ B が空事象であることを、A と B は互いに排反 (mutually exclusive) であるという。排反事象の積は空事象となるため、その積事象の確率はゼロである。つまり、空事象 ∅ についていつでも 
{\displaystyle \operatorname {P} (\varnothing )=0}
であるから、
{\displaystyle A\cap B=\varnothing \implies \operatorname {P} (A\cap B)=0}
が成り立つ。したがって条件付き確率の定義より、事象 A, B の（周辺）確率がゼロでない場合、A, B が排反するならば条件付き確率 P(A | B)（および P(B | A)）はゼロとなる。
{\displaystyle A\cap B=\varnothing \land \operatorname {P} (B)\neq 0\implies \operatorname {P} (A\mid B)={\frac {\operatorname {P} (A\cap B)}{\operatorname {P} (B)}}=0.}
上述の通り排反事象の積の確率および条件付き確率はゼロとなるが、その逆は成り立たない。このことは確率ゼロの空でない事象の存在によって示される。例えば [0, 1) の実数からランダムに1つを選ぶ場合、A = {x | x ≤ 0.5}, B = {x | x ≥ 0.5} とすると積事象の確率は P(A ∩ B) = P({x | x = 0.5}) = 0 となるが（[0, 1) から 0.5 未満の数が、あるいは 0.5 以上の数が選ばれることはある程度期待できたとしても、選ばれた数が 0.5 であることはほとんど確実に期待できない）、積事象自体は A ∩ B = {x | x = 0.5} であって空事象ではなく、したがって A と B は排反ではない。

## その他
- ある事象 B に対して P(B) ≠ 0 ならば、すべての事象 A に対して、Q(A) = P(A|B) で定義される関数 Q は確率測度である。
- 条件付き確率は決定木やベン図によりわかりやすく表示できる。

## 関連する概念とそれらの関係

### 同時確率
同時確率（英: simultaneous probability）または結合確率（英: joint probability）は、複数の事象がどちらも起こる確率をいう（時間的に同時という意味ではない）。A と B の同時確率を P(A ∩ B) または P(A, B) と書く。同時分布は、多次元確率分布を指す。

### 周辺確率
周辺確率（英: marginal probability）は、他の事象にかかわりなく1つの事象だけの確率をいう（普通の条件なしの確率と等しい）。周辺確率は同時確率を不要な事象に関して合計（または一般に積分）すれば得られる。A の周辺確率は P(A)、B の周辺確率は P(B) と表される。なお、周辺分布は、k 次元確率変数の部分集合である k - 1 変数の同時分布である。
ただし、以上の2つの事象 A と B の間には時間関係または因果関係はなくてもよく、どんな関係であってもよいことに注意されたい。例えばベイズ推定で用いられる事後確率とは、ある根拠を条件として、その原因となった（時間的にも以前の）事象を推測した確率をいう。
確率に条件を付けるということは、別の（あるいは新たな）情報を考慮して確率を改訂することであり、数学的にはベイズの定理で示される。